# Joseph Hamilton Beattie

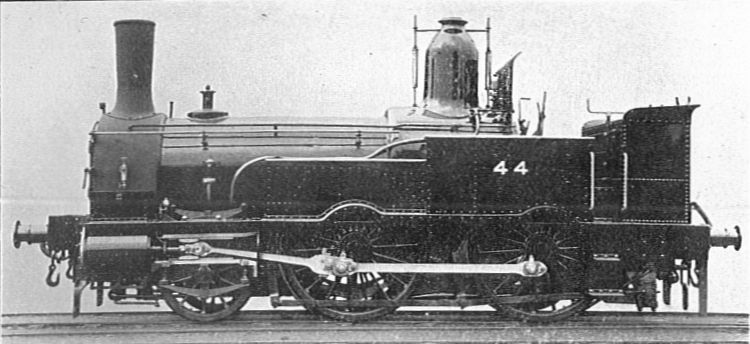
Beattie 2-4-0 tipo tanque

Joseph Hamilton Beattie (12 de mayo de 1808 - 18 de octubre de 1871) fue un ingeniero mecánico diseñador de locomotoras británico, vinculado al Ferrocarril de Londres y del Suroeste.

## Semblanza
Joseph Beattie nació en Irlanda el 12 de mayo de 1808. Se educó en Belfast e inicialmente fue aprendiz de su padre, un arquitecto de Derry. Se mudó a Inglaterra en 1835 para servir como asistente de Joseph Locke en el Ferrocarril Grand Junction y desde 1837 en el Ferrocarril de Londres y Southampton. Después de que se abrió la línea, se convirtió en superintendente de coches y vagones en Nine Elms y sucedió a John Viret Gooch como ingeniero de locomotoras el 1 de julio de 1850.
El 18 de octubre de 1871, Beattie murió de difteria, y su hijo William George Beattie lo sucedió como ingeniero de locomotoras en el Ferrocarril de Londres y del Suroeste.

## Locomotoras
Inicialmente diseñó una serie de máquinas sencillas de dos ruedas motrices, pero el peso de los expresos de Southampton y Salisbury llevó al desarrollo de máquinas con la configuración 2-4-0, cuyo diseño siguió perfeccionando durante los veinte años siguientes. También diseñó una serie de 85 máquinas tipo tanque con depósito inferior de configuraciones 2-4-0 y 0-6-0. Sus locomotoras estaban entre las más eficientes de la época. Tres de sus diseños de locomotoras más famosos, las de la Clase 0298 2-4-0 tipo tanque, estuvieron en servicio durante 88 años, hasta 1962. Se han conservado dos de ellas (consúltese el artículo del Ferrocarril de Swanage, Ferrocarril de Bodmin & Wenford y el del Museo Nacional del Ferrocarril de York.

## Innovaciones
Beattie fue un ingeniero muy innovador que presentó la primera locomotora 2-4-0 exitosa del país, pionera en introducir el calentador de agua de alimentación, las válvulas de corredera equilibradas y las cámaras de combustión del carbón. Desde las Pruebas de Rainhill organizadas en 1829, se había aceptado que el humo emitido por la quema de carbón era una molestia. Las compañías ferroviarias aceptaron la necesidad de quemar coke (un combustible sin humo) en sus locomotoras, pero esto era mucho más caro que el carbón y varios ingenieros de locomotoras buscaron un método con el que el carbón pudiera quemarse sin humo. Uno de esos ingenieros fue Beattie, quien diseñó una caldera apta para quemar carbón en 1853.